# Балтаюрт (Ишимбайский район)
Балтаюрт (баш. Балтайорт, балта — «топор», йорт — «юрт, кочевье») — упразднённая деревня в Макаровском районе  Башкирской АССР (ныне Ишимбайский район Республики Башкортостан). Входил в Кулгунинский сельсовет. 

## География
Деревня располагалась при впадении речушки Балтаюрт в Улу-Елгу (Улуелгу), на пересечение дорог местного значения Ямаш — Балтаюрт и идущей вдоль русла Улу-Елги (Улуелга на картах).

### Географическое положение
Находилась в 31 км от центра сельсовета (Кузяново), в 64 км от центра района (с. Петровское), в 95 км от ближайшей станции (Стерлитамак) (по данным книги Башкирская АССР. Административно территориальное деление на 1 июня 1952 года. Уфа: Башкирское книжное издательство, 1953. С. 345)